# Rigueira (Jove)
Rigueira (llamada oficialmente San Miguel da Rigueira) es una parroquia española del municipio de Jove, en la provincia de Lugo, Galicia.

## Otras denominaciones
La parroquia también es conocida por el nombre de San Miguel de Rigueira.

## Organización territorial
La parroquia está formada por veinte entidades de población:

### Entidades de población
Entidades de población que forman parte de la parroquia:
- Avela (A Abelá)
- Canaledo (O Canadelo)
- Cornide
- Cortellos (Os Cortellos)
- Ferrol
- Labradela
- Lamas
- Palmeiro
- Pazo (O Pazo)
- Ponte do Carro (A Ponte do Carro)
- Pradovello (O Pradovello)
- Regosauguento (Regosangüento)
- San Vicente
- Soutorredondo
- Torrillon (O Torrillón)
- Veiga
- Ventoselle
- Vila
- Vilela

### Despoblado
Despoblado que forma parte de la parroquia:
- Pazos

## Demografía
| Gráfica de evolución demográfica de Rigueira entre 2000 y 2021 |
|                                                                |
| Datos según el nomenclátor publicado por el INE.               |